# Eretmapodites chrysogaster
Eretmapodites chrysogaster är en tvåvingeart som beskrevs av Graham 1909. Eretmapodites chrysogaster ingår i släktet Eretmapodites och familjen stickmyggor. Inga underarter finns listade i Catalogue of Life.